# Félix de Rhuys
Pour les articles homonymes, voir Saint Félix.
Félix de Rhuys (né vers 970, mort le 4 mars 1038) est un moine breton, qui fut l'abbé restaurateur de l'abbaye Saint-Gildas de Rhuys de 1008 à 1038.

## Biographie
Félix est breton, originaire de Cornouaille ou du Pays de Léon. Il se retire comme ermite à Ouessant et c'est là qu'il prend connaissance de la vie de saint Pol Aurélien et qu'il décide d'entrer au monastère de Fleury-sur-Loire, où les reliques du saint ont été transférées par l'évêque Mabbon, vers 960. Il y devient moine sous l'abbatiat d'Abbon, mort en 1004.
Après l'an 1000, le duc de Bretagne Geoffroi Ier, à la requête de son demi-frère l'évêque de Vannes Judicaël, demande à l'abbé Gauzlin de Fleury, successeur d'Abbon, de lui envoyer des moines afin de restaurer les monastères de Rhuys et de Locminé (Loc-Menec), ruinées par les invasions vikings du Xe siècle. Gauzlin désigne Félix, qui tente difficilement de restaurer la discipline monastique. À la mort du duc Geoffroi, en 1008, Félix veut retourner à Fleury, mais Havoise de Normandie, la régente, le lui refuse. En 1012, il fonde le prieuré de Livré-sur-Changeon. En 1024, alors qu'éclatent des troubles dans la région, il se réfugie à Fleury. Gauzlin, devenu entre-temps archevêque de Bourges, le consacre alors abbé de Saint-Gildas, l'obligeant ainsi à regagner son abbaye. Félix rend au monastère, dont Locminé devient un prieuré, sa prospérité. Il y ouvre une école et l'abbatiale est consacrée solennellement le 30 septembre 1030 par l'évêque Judicaël. Félix meurt le 4 mars 1038 dans son abbaye. Son tombeau se trouve maintenant dans le transept nord de l'église abbatiale. Il est considéré comme saint et sa fête est fixée au 4 mars (9 mars dans le calendrier liturgique du diocèse de Vannes).